# Spindler (Familienname)
Spindler ist ein deutscher Familienname.

## Namensträger

### A
- Albert Spindler (1906–1988), Schweizer Politiker
- Alfred Spindler (Jurist) (1888–1948), deutscher Jurist und Verwaltungsbeamter
- Alfred Spindler (Politiker) (1906–1975), deutscher Politiker (KPD)
- Arno Spindler (1880–1967), deutscher Konteradmiral und Militärschriftsteller
- August Friedrich Spindler (1867–1941), baltendeutscher Mediziner und Politiker

### B
- Benjamin Spindler (* 1985), deutscher Pokerspieler

### C
- Carl Spindler (1841–1902), deutscher Unternehmer
- Carl Julius Spindler (1838–1918), deutscher Missionar und Dichter
- Charles Spindler (1865–1938), Elsässer Künstler
- Christine Spindler (* 1960), deutsche Schriftstellerin

### D
- Dieter Spindler (Heimatforscher) (* 1939), deutscher Heimatforscher
- Dieter Spindler (Politiker) (* 1950), deutscher Politiker (CDU), Bürgermeister von Meerbusch

### E
- Emil Spindler (1885–1957), deutscher Politiker, MdBB
- Erica Spindler (* 1957), US-amerikanische Schriftstellerin
- Ernst Spindler (1854–1916), deutscher Architekt
- Ervin Špindler (1843–1918), tschechischer Politiker, Schriftsteller und Journalist
- Erwin Spindler (1860–1926), deutscher Künstler

### F
- Friedrich Spindler (Verleger) (Friedrich Wilhelm Paul Richard Spindler; † 1903), deutscher Verleger
- Friedrich Spindler (Geistlicher) (auch Fritz Spindler; 1866–1920), baltendeutscher Geistlicher und Journalist
- Friedrich Spindler (Architekt), deutscher Architekt und Baumeister
- Fritz Spindler (1816–1905), deutscher Komponist

### G
- Gabriele Spindler (* 1972), österreichische Kunsthistorikerin und Kulturmanagerin
- Georg Spindler (Theologe) (um 1525–um 1605), deutscher Theologe
- Georg Spindler (Naturbahnrodler), deutscher Naturbahnrodler
- Georg Friedrich Spindler (auch Friedrich Spindler; 1842–1909), deutscher Bildhauer
- Gerald Spindler (1960–2023), deutscher Rechtswissenschaftler
- Gert P. Spindler (1914–1997), deutscher Unternehmer und Publizist
- Gottlob Spindler (1812–1876), deutscher Architekt und Baubeamter
- Günter Spindler (* 1949), deutscher Ringer
- Gustav Spindler (1859–1928), deutscher Förster

### H
- Harry Spindler (1931–1992), deutscher Diplomat
- Heinrich Spindler (1857–1907), deutscher Oberlehrer und Klassischer Philologe
- Heinrich Wilhelm Spindler (1738–1799), deutscher Kunsttischler
- Helga Spindler (* 1948), deutsche Juristin, Sozialrechtlerin und Hochschullehrerin
- Herbert Spindler (* 1954), österreichischer Radrennfahrer

### J
- Jader Volnei Spindler (* 1982), brasilianischer Fußballspieler
- Jakob Spindler (1853–1935), deutscher Generalmajor
- Jan Spindler (* 1971), deutscher Politiker (PDS, Die Linke), MdA
- Joachim von Spindler (1899–1987), deutscher Ministerialbeamter
- Johann Spindler (Schreiner) (1691–1770), deutscher Schreiner und Zimmermann
- Johann Spindler (Mediziner) (1777–1840), deutscher Pathologe, Medizinhistoriker und Hochschullehrer
- Johann Friedrich Spindler (1726–um 1799), deutscher Ebenist
- Johann Jakob Spindler (Ebenist) (1724–1792), deutscher Ebenist
- Johann Jakob Spindler (Architekt), deutscher Architekt
- Johann Julius Wilhelm Spindler (1810–1873), deutscher Unternehmer, siehe Wilhelm Spindler (Unternehmer)
- Joseph Spindler (* 1974), deutscher Triathlet

### K
- Karl Spindler (Schriftsteller) (1796–1855), deutscher Schriftsteller
- Karl Spindler (Marineoffizier) (1887–1951), deutscher Marineoffizier und Autor
- Konrad Spindler (1939–2005), deutscher Prähistoriker

### L
- Ludwig von Spindler (1757–1817), Abgeordneter der Reichsstände des Königreichs Westphalen

### M
- Manfred Spindler (* 1934), deutscher Fußballspieler
- Marc Spindler (* 1969), US-amerikanischer American-Football-Spieler
- Marlen Spindler (1931–2003), russischer Künstler
- Martin Spindler (* 1979), deutscher Mathematiker
- Matthias Spindler (1954–2021), deutscher Journalist und Historiker
- Max Spindler (1894–1986), deutscher Historiker
- Michael Spindler (1942–2016), deutscher Manager

### O
- Otto Spindler (1917–1990), deutscher Unternehmer und Wirtschaftsfunktionär

### R
- Robert Spindler (1893–1954), deutscher Anglist
- Rudolf Spindler (* 1962), deutscher Journalist, Verleger und Herausgeber

### S
- Sid Spindler (1932–2008), australischer Politiker

### T
- Tânia Regina Spindler (* 1977), brasilianische Leichtathletin

### W
- Walter Spindler (Kreisleiter) (* 1907), deutscher Parteifunktionär (NSDAP)
- Walter Spindler (* 1954), deutscher General
- Wilhelm Spindler (Unternehmer) (Johann Julius Wilhelm Spindler; 1810–1873), deutscher Unternehmer
- Wilhelm Spindler (Politiker, 1861) (1861–1927), deutscher Politiker (Zentrum), MdR
- Wilhelm Spindler (Politiker, 1893) (1893–1937), deutscher Politiker (BVP), MdL Bayern
- Wilhelm Spindler (Offizier) (1914–1997), deutscher Offizier
- Wilhelm Spindler (Bürgerrechtler) (1923–2013), deutscher Bürgerrechtler
- Wolfgang Spindler (Musikhistoriker) (* 1938), deutscher Musikhistoriker und Musiker
- Wolfgang Spindler (Jurist) (* 1946), deutscher Jurist und Richter
- Wolfgang Spindler (Theologe) (* 1968), deutscher Theologe und Hochschullehrer